# Hyacinthe Lesage d'Hauteroche
Marie Jean André Hyacinthe Lesage d'Hauteroche est un homme politique français, né le 14 août 1762 à Béziers et mort le 17 mars 1834.

## Biographie
Viticulteur, conseiller général, il est député de l'Hérault de 1820 à 1827, siégeant dans la majorité soutenant les gouvernements de la Restauration, sans jamais prendre la parole.

## Détail des mandats et fonctions
- Député de l'Hérault

## Sources
- « Hyacinthe Lesage d'Hauteroche », dans Adolphe Robert et Gaston Cougny, Dictionnaire des parlementaires français, Edgar Bourloton, 1889-1891 [détail de l’édition]